# Valentina Cortese
Valentina Cortese (n. 1 ianuarie 1923, Milano, Italia – d. 10 iulie 2019, Milano, Italia) a fost o actriță italiană. Ea a fost nominalizată la Premiul Oscar pentru cea mai bună actriță în rol secundar pentru interpretarea ei din filmul Noaptea americană (1973) regizat de François Truffaut.

## Viața personală
Născută la Milano, într-o familie din Stresa (Piemont), Cortese s-a căsătorit cu Richard Basehart, partenerul ei din filmul The House on Telegraph Hill, în 1951, și a avut un fiu cu el, actorul Jackie Basehart; ei au divorțat în 1960. Ea nu s-a recăsătorit niciodată. Jackie Basehart a murit la Milano în 2015, înaintea mamei sale.

## Cariera

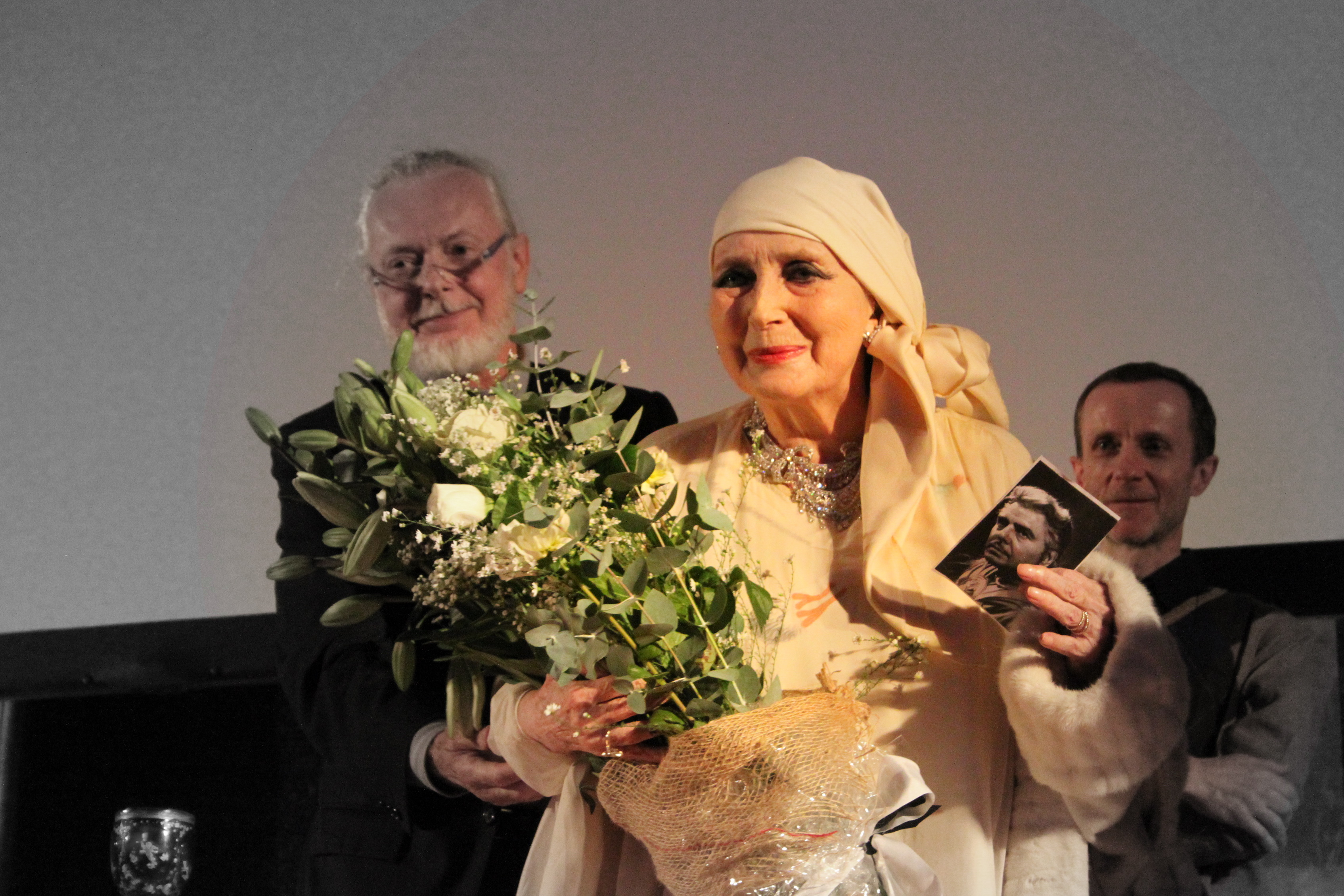
Cortese în 2012

Și-a făcut debutul în filmele italiene în 1940, interpretând primele ei roluri aclamate la nivel internațional în filmul italian Mizerabilii (1948) al lui Riccardo Freda, cu Marcello Mastroianni, în care ea a jucat rolurile lui Fantine și Cosette, și în filmul britanic Glass Mountain (1949), care a dus la obținerea unor roluri în numeroase filme americane ale acelei perioade, dar a continuat să facă filme în Europa, lucrând cu regizori ca Michelangelo Antonioni, Federico Fellini și François Truffaut.
Ea a semnat un contract cu 20th Century Fox în 1948. A apărut în Malaya (1949), un film despre cel de-al Doilea Război Mondial ce prezenta activitățile de contrabandă și războiul de gherilă împotriva japonezilor cu Spencer Tracy și James Stewart, Thieves' Highway (1949) al lui Jules Dassin, cu Richard Conte și Lee J. Cobb, The House on Telegraph Hill (1951), regizat de Robert Wise și cu Richard Basehart și William Lundigan, și The Barefoot Contessa (1954) al lui Joseph L. Mankiewicz, cu Humphrey Bogart, Ava Gardner, Edmond O'Brien. În Europa, ea a jucat în filmul Le Amiche (1955) al lui Michelangelo Antonioni, The Boat on the Grass (1971) al lui Gérard Brach, filmul britanic Aventurile Baronului Munchausen (1988) al lui Terry Gilliam și în filmele regizate de Franco Zeffirelli, cum ar fi filmul Fratele Soare, sora Lună (1972), miniseria Isus din Nazaret (1977) și filmul Sparrow (1993). Ultimul ei rol într-un film american a fost în When Time Ran Out (1980).

## Filmografie selectivă
- 1942 The Queen of Navarre
- 1942 Girl of the Golden West
- 1945 The Ten Commandments (segmentul „Non nominare il nome di Dio invano”)
- 1947 Bullet for Stefano
- 1949 Thieves' Highway
- 1949 Malaya
- 1949 The Glass Mountain
- 1950 Shadow of the Eagle
- 1950 Women Without Names
- 1951 The House on Telegraph Hill
- 1951 The Rival of the Empress
- 1952 Secret People
- 1953 The Walk
- 1954 Angels of Darkness
- 1954 Contesa desculță (The Barefoot Contessa), regia Joseph L. Mankiewicz
- 1955 Prietenele (Le amiche), regia Michelangelo Antonioni
- 1961 Square of Violence
- 1961 Barabbas, regia Richard Fleischer
- 1962 Cartea de la San Michele (Axel Munthe - Der Arzt von San Michele), r. Giorgio Capitani și Rudolf Jugert
- 1963 The Girl Who Knew Too Much
- 1964 Vizita (The Visit), regia Bernhard Wicki
- 1965 Julietta spiritelor (Giulietta degli spiriti), regia Federico Fellini
- 1968 The Legend of Lylah Clare
- 1969: Secretul din Santa Vittoria (The Secret of Santa Vittoria), regia Stanley Kramer (nemenționată)
- 1970 Capriciile Mariei (Les caprices de Marie), regia Philippe de Broca
- 1970 The Love Mates (1970)
- 1971 The Boat on the Grass
- 1971 The Iguana with the Tongue of Fire
- 1972 Fratele Soare, sora Lună
- 1972 Asasinarea lui Trotsky (The Assassination of Trotsky), regia Joseph Losey
- 1973 Noaptea americană (La nuit américaine), regia François Truffaut
- 1975 Kidnap Syndicate
- 1977 Isus din Nazaret (1977), regia Franco Zeffirelli - Irodiada
- 1980 When Time Ran Out
- 1988 Aventurile Baronului Munchausen (The Adventures of Baron Munchausen), regia Terry Gilliam
- 1993 Sparrow

## Legături externe
Materiale media legate de Valentina Cortese la Wikimedia Commons
- Valentina Cortese la Internet Movie Database